# Omopyge sudanica
Omopyge sudanica är en mångfotingart som beskrevs av Kraus 1966. Omopyge sudanica ingår i släktet Omopyge och familjen Odontopygidae. Inga underarter finns listade i Catalogue of Life.